# 彭城之战 (466年)
彭城之战，466年（刘宋泰始二年、北魏天安元年）至467年，刘宋与北魏在彭城（今江苏省徐州市）等地进行的作战。
466年正月，刘宋晋安王刘子勋称帝，在寻阳（今江西省九江市西南）即帝位，徐州刺史薛安都、冀州刺史崔道固等起兵响应。八月，刘子勋被宋将沈攸之所杀。十月，薛安都等遣使请降。宋明帝刘彧命鎮军将軍张永、中领军沈攸之率甲士5万往迎。薛安都等听说宋廷大兵北上，惧而降魏。汝南、新乐二郡太守常珍奇以悬瓠（今河南汝阳）降魏。北魏镇东大将军尉元、镇东将军孔伯恭率骑一万出东道援彭城，西大将军拓跋石等援救悬瓠。十二月，张永、沈攸之进逼彭城。尉元率军至彭城，薛安都出迎。张永夜攻彭城南门，不克。
467年正月，张永等退兵，士卒因天冷冻死者大半，魏将尉元及薛安都等出击，大破宋军于吕梁（今江苏徐州市东南）之东，死者以万计。张永、沈攸之逃走，宋梁、南秦二州刺史垣恭祖等为魏军所俘，宋淮北青州、徐州、冀州、兖州四州及豫州淮西（汝南郡、新蔡郡、南顿郡、颍川郡）都为北魏所有，七月，宋明帝再派沈攸之等攻彭城。沈攸之以粮道不畅为由提出不可出兵，宋明帝大怒而逼其进军。八月，沈攸之领兵北出，魏将尉元派孔伯恭率步骑1万迎战，又将宋军前战所败受伤者送还沈攸之，伤害他的士气。宋军进至焦墟（今江苏省宿迁市西北），距下邳（今江苏省睢宁县西北）五十里，听闻领兵迎接的陈显达部已被魏军击败，引兵而退。孔伯恭率军追击，大破宋军，沈攸之仅以轻骑南逃，退驻淮阴（今江苏省淮安市淮阴区），下邳、宿豫（今江苏省宿迁市东南）、淮阳（今江苏省淮安市西古泗水西岸）等地，均被北魏軍占领。